# Futterkalk

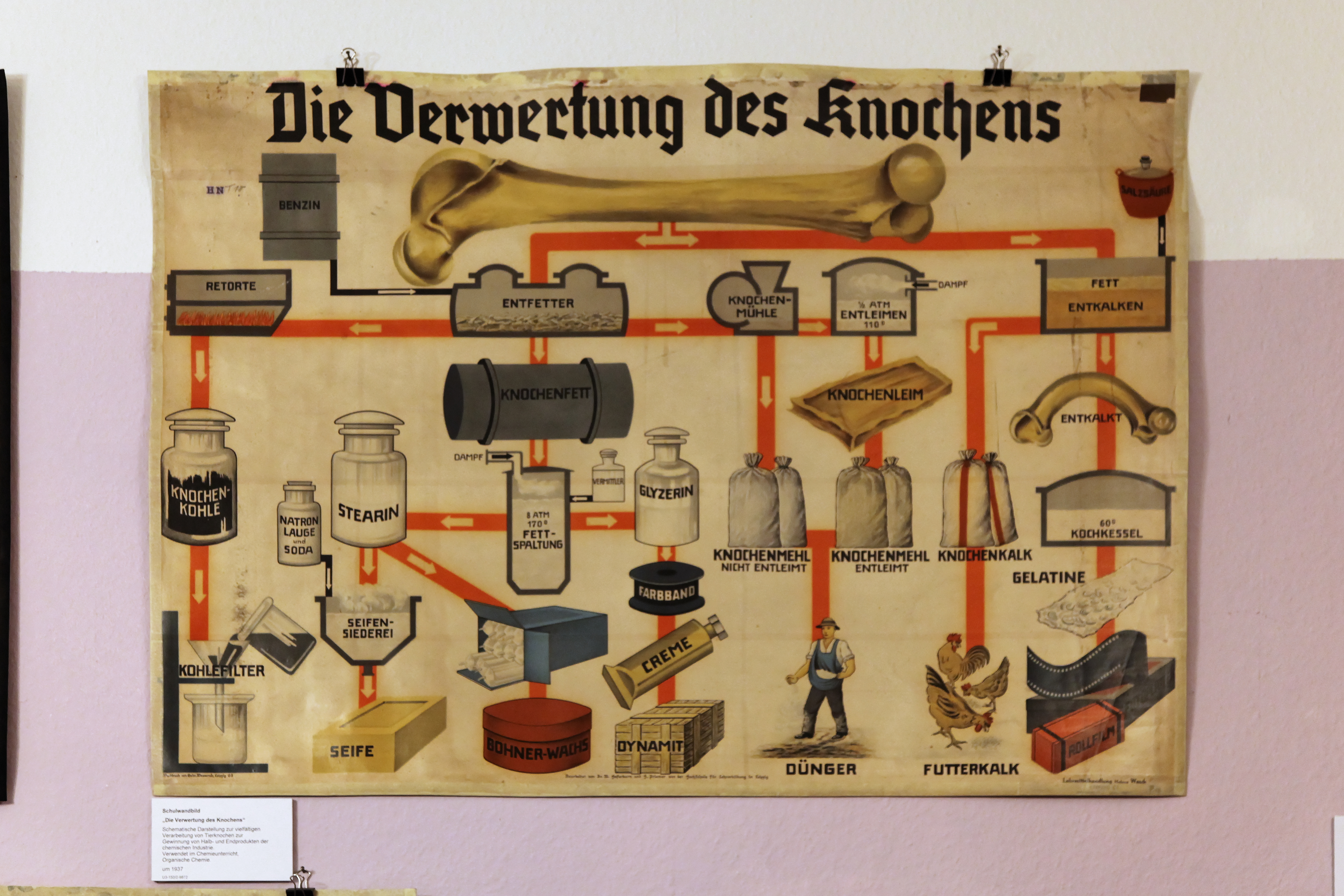
Futterkalk auf der Schautafel "Die Verwertung des Knochens"

Futterkalk besteht aus einem natürlichen Gemisch von Calciumcarbonat (CaCO3) und Magnesiumcarbonat (MgCO3), letzteres hat je nach Ursprung einen Anteil von 7 bis 20 Prozent. Er wird in der Tierernährung als Einzelfuttermittel oder als Calciumträger in Mischfuttermitteln eingesetzt.
Je nach Verwendungszweck wird er in unterschiedlichen Korngrößen verwendet.
Nahezu alle Haustiere benötigen Futterkalk, der von den Futtermittelherstellern in die herkömmliche Tiernahrung beigemischt wird. Hunde, Katzen, Geflügel erhalten Kalkbeimischungen bereits mit der handelsüblichen Nahrung. 
In der Haltung von Paarhufern und Unpaarhufern wird Futterkalk meist in die saisonal verfügbaren Futtermittel eingemengt, da sich der Bedarf an Mineralien ständig ändert. So benötigt Milchvieh einen hohen Zusatz von Kalziumverbindungen, da andernfalls sofort Mangelerscheinungen auftreten bzw. die Milchleistung sinkt. Auch andere milchgebende Säugetiere benötigen mehr Mineralien, wenn dies durch übrige Futtermittel nicht abgedeckt werden kann. Vögel brauchen Kalk, sofern sie Eier legen.
Hergestellt wird Futterkalk aus natürlichem Calciumcarbonat, wofür Kalkstein zermahlen wird.
Futterkalk wird in Säcken oder Silos ausgeliefert und je nach Bedarf dem Futter beigemischt. In Verbindung mit Feuchtigkeit verdirbt er und bildet mitunter steinharte Substrate. Silos, in die Feuchtigkeit eindringt, können dauerhaft mechanisch beschädigt oder unbrauchbar werden.